# Výhra za všechny prachy
Výhra za všechny prachy (v anglickém originále Million Dollar Maybe) je 11. díl 21. řady (celkem 452.) amerického animovaného seriálu Simpsonovi. Scénář napsal Bill Odenkirk a díl režíroval Chris Clements. V USA měl premiéru dne 31. ledna 2010 na stanici Fox Broadcasting Company a v Česku byl poprvé vysílán 11. listopadu 2010 na stanici Prima Cool.

## Děj
Homer a Marge mají na svatbě Marginy sestřenice Valerie pronést přípitek s pěveckým vystoupením, z čehož je Marge nervózní, protože se bojí trapasu. Homer jí řekne, ať se nebojí, že se postará, aby nic nezkazili. Homer dostane koláček s věštbou, že dnes bude jeho šťastný den, ale nevěří tomu. Začne tomu však věřit, když nabourá do automatu a způsobí, že na něj vypadnou všechny pochutiny, a na parkovišti najde CD Emerson, Lake & Palmer. Zpívá si písničku „Lucky Man“ a bezohledně řídí za doprovodu syntezátorového sóla. Pak si jde při cestě na svatbu do Kwik-E-Martu koupit los, i když má už zpoždění. Po dlouhém čekání Homer los zakoupí, a jakmile na chvíli spustí oči z cesty, nabourá. Homer se probudí v nemocnici a zjistí, že v loterii vyhrál milion dolarů. Nechce, aby se Marge dozvěděla, že zmeškal svatbu, aby získal los, a nechá Barneyho vydávat se za výherce. Aby se Marge nedozvěděla, že vyhrál peníze, tajně zanechává dárky pro členy své rodiny. Když Bart odhalí Homerův plán, vyhrožuje, že to Marge řekne, pokud se Homer veřejně neztrapní. Nakonec se Homer rozhodne říct o výhře Marge sám a mít to za sebou. Vezme Marge na horkovzdušný balón a prozradí jí, že vyhrál v loterii, což Marge velmi potěší; pak jí řekne, že všechno utratil, takže jsou jako obvykle chudí. Marge je to však jedno, říká, že mají alespoň jeden druhého. Homer pak prozradí, že poslední peníze utratil za obří třešňový sad ve tvaru Marginy tváře se slovy „Láska mého života“. Poté si společně zazpívají píseň, kterou měli zpívat na svatbě. 
V podzápletce Líza zjistí, že senioři v dědečkově domově důchodců nemají žádnou zábavu, a rozhodne se jim koupit digitální televizní konzoli. Když ji však v obchodě kupuje, zjistí, že pan Burns se cítí velmi šťastný, když hraje Funtendo Zii Sports, a tak se jej rozhodne seniorům koupit. Při hraní Zii se senioři cítí velmi šťastní a připadají si mladší. To nutí sestry v domově, aby po tréninku extra tvrdě pracovaly, což je přiměje k tomu, aby přístroj zničily. Senioři se pak vrátí ke svému nudnému já a zírají na zrnící televizi.

## Produkce
Scénář k dílu napsal Bill Odenkirk a režíroval jej Chris Clements. V červenci 2009 bylo oznámeno, že v epizodě bude hostovat zpěvák Chris Martin ze skupiny Coldplay, který v ní ztvární sám sebe. V rozhovoru pro Entertainment Weekly to komentoval showrunner Al Jean: „Když jde Bart na záchod, Coldplay musí přestat hrát.“.
V dílu se objevila nová postava vytvořená vítězem soutěže s názvem „Úplně. Nejlepší. Postava.“, do které mohli fanoušci posílat své vlastní nápady na novou a případně opakující se postavu Simpsonových. Bylo zasláno přes 25 000 příspěvků. Vítězem soutěže se stala Peggy Blacková z Orange ve státě Connecticut, která vytvořila postavu Ricarda Bomba. Ricarda popsala jako „někoho, koho milují všechny ženy a kým chtějí být všichni muži“. Inspirací pro vytvoření postavy byl Blackové fakt, že v seriálu Simpsonovi nebyla žádná postava jako on, a myslela si, že Springfield potřebuje „něco jako Casanovu“. V rámci vítězné ceny byla Blacková vyslána pracovat s producenty seriálu do Los Angeles. Spolupracovala s animátory, aby postavu přivedla k životu. V rozhovoru pro Associated Press Blacková uvedla, že „popsala postavu a oni ji nakreslili, abych viděla, jestli je to moje představa“. Pokračovala: „Je úžasné vidět, jak zachytili to, co jsem si představovala. Je nadmíru dokonalý.“. Vedoucí producent Al Jean byl jedním z porotců soutěže, kterou popsal jako „poděkování věrným fanouškům“. Jean také poznamenal, že existuje možnost, že by se postava Ricarda mohla v seriálu znovu objevit, i když se to zdá nepravděpodobné, protože postava podle všeho zahynula při autonehodě v ohni.
Tato epizoda obsahuje několik odkazů týkajících se hudby, médií, filmu a dalších popkulturních fenoménů. Jde o druhý díl seriálu, jehož anglický název paroduje název filmu Million Dollar Baby, první byla epizoda 17. série Million Dollar Abie. Funtendo Zii je fiktivní konzole, jež paroduje Nintendo Wii.

## Přijetí
Díl byl původně vysílán 31. ledna 2010 ve Spojených státech jako součást animovaného televizního večera na stanici Fox. Následovaly epizody seriálů The Cleveland Show, Griffinovi a Americký táta. Díl vidělo 5,11 milionu diváků, přestože se vysílal současně s 52. ročníkem předávání cen Grammy na CBS, Zoufalými manželkami na ABC a Dateline na NBC. Podle společnosti Nielsen dosáhl ratingu 2,4 v demografické skupině 18–49, což znamená 3,1 milionu diváků. Přestože se jednalo o druhý nejsledovanější pořad večera, byl to nejnižší rating v historii seriálu až do epizody Kouzelná Líza z 22. řady. Celková sledovanost a rating epizody výrazně klesly oproti předchozímu dílu Tenkrát ve Springfieldu, jenž podle ratingu Nielsen získal 9,084 milionu diváků a rating 6,9 v demografické skupině 18–49.
Díl byl dobře přijat televizními kritiky. Emily VanDerWerffová z The A.V. Clubu udělila epizodě známku B, což byla nejvyšší známka večera. VanDerWerffová k zápletce uvedla, že byla zmatená, a prohlásila: „Byla to naprosto hloupá zápletka, ale ke cti seriálu slouží, že to Homer komentoval, když řekl Marge, že vyhrál v loterii, a ona řekla, že by raději měla peníze než svatební představení, které zmeškal.“. Podobně byla VanDerWerffová rozpolcená s podzápletkou dílu, k níž napsala: „Zápletka s tím, že Líza sežene starým lidem konzoli, byla jednou z těch, kdy si scenáristé Simpsonových očividně všimli něčeho v popkultuře, ale ještě zcela nepochopili, co to je a proč je to důležité.“.
Robert Canning z IGN udělil epizodě známku 8,1 z 10, což znamenalo „skvělé“ hodnocení. Canning považoval díl za působivý a vyjádřil se, že se jedná o „zábavnou a vtipnou epizodu zaměřenou na Homera a jeho vždy dysfunkční vztahy s rodinou (…) přesně takovou, jakou jsme si po 20 letech oblíbili a jakou očekáváme“. Jason Hughes z TV Squad hodnotil epizodu smíšeněji, pochválil její humor, ale označil ji za „náhodnou“. Hughes napsal: „Na tomto dílu mi toho hodně vadilo, a to si myslím, že Simpsonovi mají za sebou většinou docela silnou sezónu. Tento díl prostě nedržel pohromadě tak silně jako většina předchozích.“. Dále kritizoval vývoj postavy Ricarda a vyjádřil názor, že to byla „facka vítězi“. Posléze uvedl, že „Peggy Blacková vytvořila Ricarda Bombu jako postavu typu nového dámy, takže ho scenáristé hned při jeho prvním vystoupení nechali najet do skalní stěny a následné ohnivé exploze. Ani nestihl dokončit to, co mělo být, tuším, jeho hláškou.“